# Barbara Kent

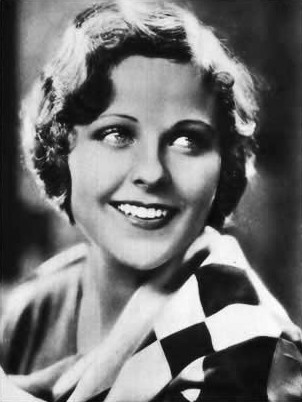
Barbara Kent, 1930

Barbara Kent (ur. 16 grudnia 1907 w Gadsby, Alberta, zm. 13 października 2011 w Palm Desert, Kalifornia) – kanadyjska aktorka okresu kina niemego.

## Życiorys
Urodziła się jako Barbara Cloutman w Gadsby (Alberta w Kanadzie), jako córka Julliona Curtisa i Lily Louise (Kent) Cloutman. Zadebiutowała w 1925 roku małą rolą w filmie dla wytwórni Universal Pictures. W tym samym roku została też wybrana Miss Hollywood. Podpisała również kontrakt filmowy z wytwórnią Universal. Baczniejszą uwagę zwróciła na siebie rolą w produkcji No Man's Law (1927). W tym samym roku odniosła też duży sukces rolą w filmie Flesh and the Devil. Te sukcesy sprawiły, że została w 1927 roku wybrana jedną z WAMPAS Baby Stars. Była to promocyjna kampania sponsorowana przez Western Association of Motion Picture Advertisers w USA. Od roku 1922 do 1934 w ramach tej kampanii wybierano 13 młodych kobiet każdego roku, z którymi wiązano nadzieje, że w przyszłości zostaną gwiazdami kina. Kiedy nadeszła era kina dźwiękowego Barbara doskonale dawała sobie radę. Z powodzeniem zagrała w obrazie Welcome Danger (1929), w którym partnerował jej Harold Lloyd. W ciągu następnych lat grała w kolejnych filmach. Za swą rolę w Monogram's Oliver Twist (1934) dostała nagrodę krytyków. W 1934 roku wyszła za mąż za swego agenta i powoli wycofywała się z aktorstwa. Swój ostatni film nakręciła w 1935 roku. Po zakończeniu kariery mieszkała w Sun Valley (Idaho), nie pokazywała się publicznie i nie udzielała wywiadów.

## Filmografia
- Flesh and the Devil (1926)
- Prowlers of the Night (1926)
- The Lone Eagle (1927)
- No Man's Law (1927)
- The Small Bachelor (1927)
- The Drop Kick (1927)
- Modern Mothers (1928)
- Stop That Man (1928)
- That's My Daddy (1928)
- Lonesome (1928)
- Welcome Danger (1929)
- The Shakedown (1929)
- Night Ride (1930)
- Dumbbells in Ermine (1930)
- Feet First (1930)
- What Men Want (1930)
- Freighters of Destiny (1931)
- Chinatown After Dark (1931)
- Grief Street (1931)
- Indiscreet (1931)
- Self Defense (1932)
- Pride of the Legion (1932)
- No Living Witness (1932)
- Beauty Parlor (1932)
- Vanity Fair (1932)
- Marriage on Approval (1933)
- Her Forgotten Past (1933)
- Oliver Twist (1933)
- Reckless Decision (1933)
- Swellhead (1935)
- Guard That Girl (1935)